# Frank Moore Cross
Frank Moore Cross (Ross, 13 luglio 1921 – Rochester, 16 ottobre 2012) è stato un docente statunitense dell'Università di Harvard.
Cross fu allievo di William F. Albright mentre studiava studi biblici e lingue semitiche alla Johns Hopkins University dove completò il suo dottorato di ricerca nel 1950. Negli anni successivi ottenne contratti come insegnante di studi biblici e antico testamento prima al Wellesley College e poi al McCormick Theological Seminary. Dal 1958 fino al 1992 fu professore all'Università di Harvard come linguista specializzato in lingue orientali ed ebraico.
Nella sua carriera, tra le altre cose, si è occupato anche dei Manoscritti del Mar Morto.